# Parigi-Roubaix 1990
La Parigi-Roubaix 1990, ottantottesima edizione della corsa e valida come terzo evento della Coppa del mondo di ciclismo su strada 1990, fu disputata l'8 aprile 1990, per un percorso totale di 265,5 km. Fu vinta dal belga Eddy Planckaert, giunto al traguardo con il tempo di 7h37'02" alla media di 34,855 km/h.
Presero il via da Compiègne 186 ciclisti, 92 di essi portarono a termine la gara. Benché assente, Moreno Argentin conservò dopo questa prova la leadership nella classifica di Coppa del mondo.

## Ordine d'arrivo (Top 10)
| Pos. | Corridore               | Squadra      | Tempo   |
| ---- | ----------------------- | ------------ | ------- |
| 1    | Eddy Planckaert         | Panasonic    | 7h37'02 |
| 2    | Steve Bauer             | 7-Eleven     | s.t.    |
| 3    | Edwig Van Hooydonck     | Buckler      | s.t.    |
| 4    | Martial Gayant          | Toshiba      | s.t.    |
| 5    | Jean-Marie Wampers      | Panasonic    | a 3"    |
| 6    | Gilbert Duclos-Lassalle | Z            | s.t.    |
| 7    | Thomas Wegmüller        | Weinmann     | a 7"    |
| 8    | Adrie van der Poel      | Weinmann     | a 10"   |
| 9    | Rudy Dhaenens           | PDM-Concorde | s.t.    |
| 10   | John Talen              | Panasonic    | s.t.    |